# Ust-Abakan
Ust-Abakan (russisch Усть-Абака́н) ist eine Siedlung städtischen Typs in der südsibirischen Republik Chakassien (Russland) mit 14.578 Einwohnern (Stand 14. Oktober 2010).

## Geografie
Die Siedlung liegt in der Steppenlandschaft des Minussinsker Beckens am Nordrand des Westsajan, etwa 15 Kilometer nördlich der Republikhauptstadt Abakan und unmittelbar östlich der Stadt Tschernogorsk am linken Ufer des Jenissei. Im Widerspruch zu ihrem Namen – ustje Abakana steht im Russischen für „Mündung des Abakan“ – liegt die Siedlung nicht an der eigentlichen Mündung des größeren linken Nebenflusses Abakan in den Jenissei; diese befindet sich weiter flussaufwärts am östlichen Rand der Großstadt Abakan, welche wiederum noch als Dorf bis 1925 Ust-Abakanskoje hieß. Allerdings bilden Jenissei und Abakan mehrere Flussarme, die sich je nach Füllstand des Krasnojarsker Stausees des Jenissei, dessen südliches Ende sich hier befindet, bis auf Höhe von Ust-Abakan erstrecken. Unmittelbar nördlich der Siedlung erhebt sich der zu den Vorbergen des Sajan gehörende Kamm Podkuninskije Gory bis auf 569 m Höhe.
Ust-Abakan ist Verwaltungszentrum des gleichnamigen Rajons Ust-Abakan.

## Geschichte
Im Gebiet der heutigen Siedlung entstanden 1909 die Dörfer Podkunje und Askirowski.
Um 1930 wurden dort mehrere Ziegeleien sowie eine größere holzverarbeitende Fabrik errichtet; die entstandene Arbeitersiedlung nannte sich zunächst Lessosawod, wörtlich „Holzwerk“. Am 2. März 1932 erhielt sie den Status einer Siedlung städtischen Typs unter heutigem Namen in Anlehnung an die frühere Bezeichnung Ust-Abakanskoje der Stadt Abakan und wurde zugleich Verwaltungszentrum des gleichnamigen Rajons.

### Bevölkerungsentwicklung
| Jahr | Einwohner |
| ---- | --------- |
| 1939 | 5.476     |
| 1959 | 13.475    |
| 1970 | 13.557    |
| 1979 | 14.576    |
| 1989 | 15.831    |
| 2002 | 14.913    |
| 2010 | 14.578    |

Anmerkung: Volkszählungsdaten

## Wirtschaft und Infrastruktur
In Ust-Abakan gibt es Betriebe der holzverarbeitenden, Leicht- und Lebensmittelindustrie sowie der Bauwirtschaft. In der Umgebung wird Landwirtschaft betrieben.
Nächstgelegene Eisenbahnstation im Personenverkehr ist Abakan an der Südsibirischen Eisenbahn Nowokusnezk–Taischet. Von dieser Strecke führt eine Güteranschlussstrecke über Tschernogorsk nach Ust-Abakan. Westlich der Siedlung führt die Fernstraße M 54 vorbei, die Krasnojarsk über Abakan und Kysyl mit der mongolischen Grenze verbindet.
Bei der Siedlung befindet sich eine Schiffsanlegestelle am Jenissei; der Flughafen Abakan liegt an der Straße von Abakan in Richtung Tschernogorsk bzw. Ust-Abakan.